# 大棠路駅

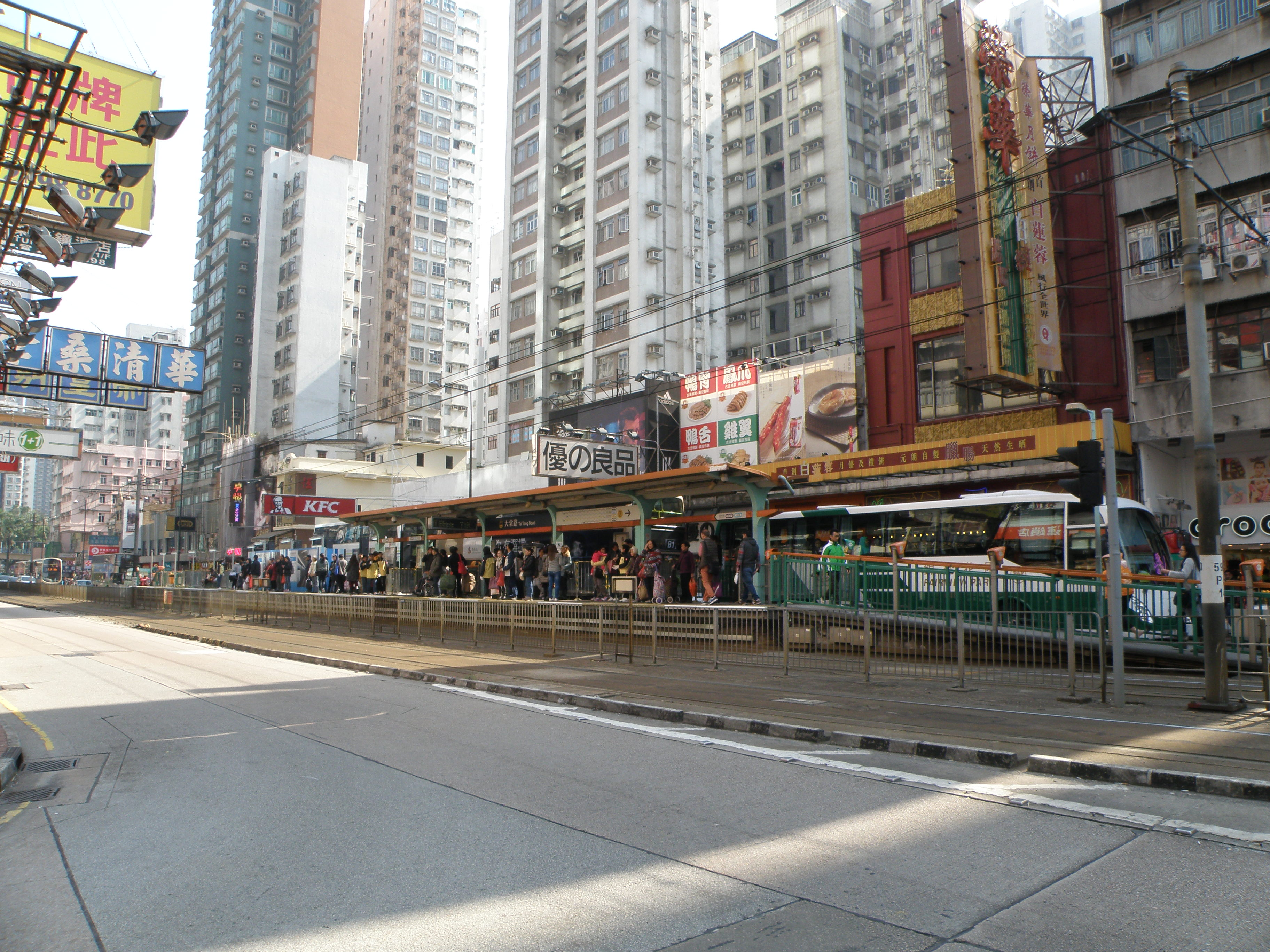
リニューアル前の大棠路駅

大棠路駅（だいとうろえき）は、香港新界の元朗区に位置する軽鉄の駅。駅番号450。第5料金エリアに位置する。

## 駅構造
| のりば (1F) | 出口                     | 青山公路－元朗段         |
| のりば (1F) | ホーム                   |                          |
| のりば (1F) | 元朗方面                 |                          |
| のりば (1F) | 屯門碼頭方面 \| 天逸方面 |                          |
| のりば (1F) | ホーム                   |                          |
| のりば (1F) | 出口                     | 青山公路－元朗段、大棠路 |

### ホーム
駅のホームは青山公路元朗段の中央に位置し、横断歩道を渡って行く必要がある。また、東行（元朗駅方面）の1番線ホームは大棠路との交差点よりも西側に、西行（康楽路駅方面）の2番ホームは交差点よりも東側に設置されている。1番ホームは全長40mで2本の列車が同時停車可能。2番ホームは全長60mで、3本の列車が停車可能である。2番ホームの停車位置は路線別に指定されており、614、761P各線は第1・2のりば、610、615各線は第2・3のりばを使用する。
この設計により、軽鉄は香港トラムと同様、ホーム停車を待つ列車の渋滞が起こった際に、列車が交差点を防いで道路交通の妨げにならないようになっている。

## 沿革
大棠路駅は、軽鉄開業と同時に1988年9月18日に開業した。当時は「大棠道駅」という名称であった。駅近くにある当駅の名称をとった道路の名称が変更されたため、それに合わせて駅名も2010年6月13日に「路」へと変更されたが、車内放送などでは依然として旧駅名が残っている。
2015年にはリニューアル工事を実施し、2番ホーム（屯門・天水囲方面）の屋根が新調され、ガラスの柵が設置された。また、新しく青緑色の柱が採用された。

## 利用状況
1988年に開業。元朗市中心にあるため、利用者は増加する一方で、既存のホームでは対応しきれなくなった。そのため、青山公路元朗段に新しい歩道を設置し、2番ホーム（屯門方面）を拡張して3本の列車が同時停車できるようになった。また、路線ごとに異なる位置で乗客を降ろす対策も行った。しかしなおもラッシュ時にはホームが混み合い危険な状況が続いている。

## 隣の駅
香港鉄路
■軽鉄

康楽路駅 (580) - 大棠路駅(590) - 元朗駅 (600)

康楽路駅 (580) - 大棠路駅(590) - 元朗駅 (600)

康楽路駅 (580) - 大棠路駅(590) - 元朗駅 (600)

康楽路駅 (580) - 大棠路駅(590) - 元朗駅 (600)